# 1351 Uzbekistania
1351 Uzbekistania eller 1934 TF är en asteroid i huvudbältet, som upptäcktes den 5 oktober 1934 av den ryske astronomen Grigorij N. Neujmin vid Simeiz-observatoriet på Krim. Den har fått sitt namn efter den då sovjetiska delrepubliken Uzbekistan.
Den har en diameter på ungefär 60 kilometer.